# Communauté de communes de Marana-Golo
Die Communauté de communes de Marana-Golo ist ein französischer Gemeindeverband mit der Rechtsform einer Communauté de communes im Département Haute-Corse in der Region Korsika. Sie wurde am 31. Dezember 2012 gegründet und umfasst zehn Gemeinden. Der Verwaltungssitz befindet sich im Ort Lucciana.

## Mitgliedsgemeinden
| Gemeinde                              | Einwohner 1. Januar 2022 | Fläche km² | Dichte Einw./km² | Code INSEE | Postleitzahl |
| ------------------------------------- | ------------------------ | ---------- | ---------------- | ---------- | ------------ |
| Bigorno                               | 94                       | 8,94       | 11               | 2B036      | 20252        |
| Biguglia                              | 7.638                    | 22,27      | 343              | 2B037      | 20600        |
| Borgo                                 | 10.102                   | 37,78      | 267              | 2B042      | 20290        |
| Campitello                            | 108                      | 8,22       | 13               | 2B055      | 20252        |
| Lento                                 | 115                      | 23,72      | 5                | 2B140      | 20252        |
| Lucciana                              | 6.354                    | 29,16      | 218              | 2B148      | 20290        |
| Monte                                 | 619                      | 14,91      | 42               | 2B166      | 20290        |
| Olmo                                  | 139                      | 4,47       | 31               | 2B192      | 20290        |
| Scolca                                | 84                       | 6,82       | 12               | 2B274      | 20290        |
| Vignale                               | 221                      | 10,69      | 21               | 2B350      | 20290        |
| Communauté de communes de Marana-Golo | 25.474                   | 166,98     | 153              | –          | –            |